# Xinjiang Chalkis
Xinjiang Chalkis est un important conglomérat industriel chinois, filiale du Corps de production et de construction du Xinjiang (XPCC) qui contrôle 45 % des parts, le reste étant détenu, depuis son introduction à la bourse de Shenzhen, par des actionnaires privés. Premier groupe agro-alimentaire chinois, son siège social est à Ouroumtchi, capitale du Xinjiang. Elle a été fondée et dirigée pendant plus de vingt années par Liu Yi, un militaire chinois,. La taille de Chalkis a été décuplée de 2001 à 2003. Possédant des bureaux à Moscou, Kiev et Alma Ata, le groupe est présent en Afrique, en Europe et aux États-Unis. Il emploie 1 400 salariés en Chine, pour un chiffre d'affaires de plus de 100 millions d'euros.

## Activités diverses
Fabricant de produits agricoles, présent dans l'élevage bovin, producteur aussi de produits mécanique, il est plus connu pour être la 2e firme mondiale de la tomate transformée, et pour fabriquer du Ketchup. Il a créé Chalton, une filiale de conditionnement à Tianjin, près de Pékin. Chalton est présente en Afrique. En 2005, elle possédait quatorze usines au Xinjiang, dans la province du Gansu et en Mongolie Intérieure, « capables de traiter 50 000 tonnes de tomates fraîches par jour et de transformer deux millions de tonnes en concentré de tomates ». Chalkis a aussi pu acquérir les certificats nécessaires pour la vente aux États-Unis et en Europe (BCS Certificate, HACCP, ISO dès mai 2001), ainsi que, depuis août 2001, les certificats casher et halal.
Après avoir racheté en 2004 un des acteurs majeurs de la tomate en France, Le Cabanon, à Camaret (Vaucluse), le groupe chinois l'a revendu en 2014 au groupe portugais Unicom.